# Longstock
Longstock is een civil parish in het bestuurlijke gebied Test Valley, in het Engelse graafschap Hampshire met 457 inwoners.